# Ader Éole
L'Éole (dal nome francese del dio greco dei venti, Eolo) fu un aeroplano sperimentale, propulso da un motore a vapore, che venne costruito e collaudato con parziale successo nel 1890 dall'ingegnere, inventore e pioniere dell'aviazione Clément Ader.
Noto anche, retrospettivamente, come Avion I, è considerato da diverse fonti il primo velivolo più pesante dell'aria a essersi sollevato da un terreno pianeggiante con la sola potenza del suo motore, anche se la scelta del propulsore a vapore e l'assenza di organi efficienti per il controllo del volo rendevano l'aereo sostanzialmente inadatto a rimanere stabilmente in volo per periodi prolungati.

## Storia
Clément Ader era un ingegnere autodidatta francese il quale, dopo aver costruito a proprie spese un pallone aerostatico durante la guerra franco-prussiana del 1870-1871 e dopo aver sperimentato un aliante nel 1873, decise nel 1876 di abbandonare il suo impiego presso l'amministrazione statale delle vie di comunicazione per dedicarsi invece alla ricerca aeronautica nel campo dei "più pesanti dell'aria".

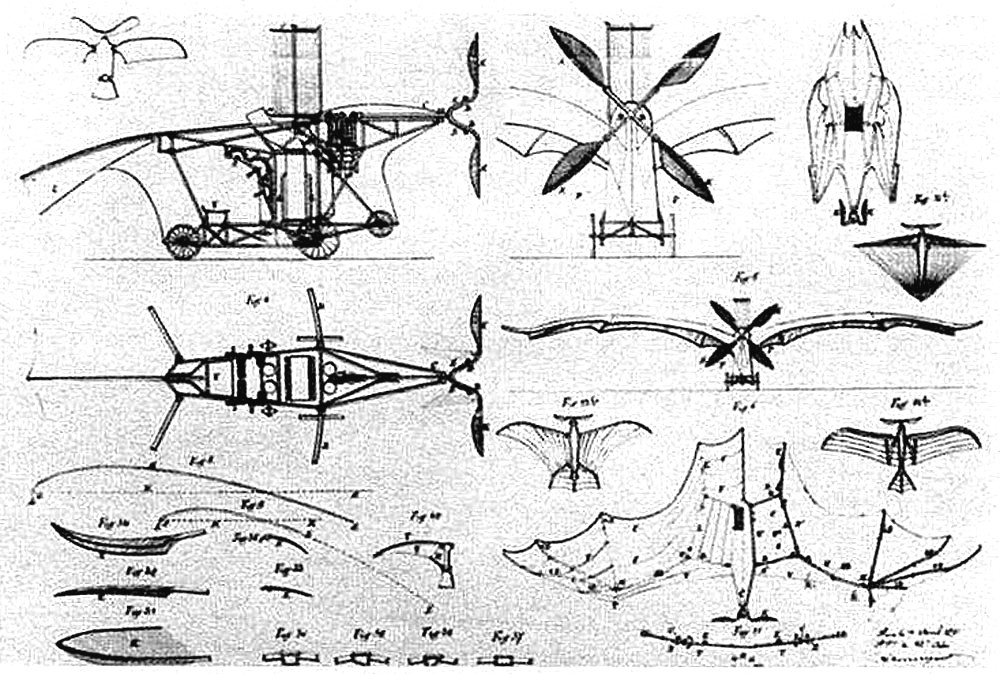
Disegni tratti dal brevetto per l'Éole depositato da Clément Ader.

Dopo essersi occupato, per un periodo, di elettrotecnica e di telefonia, nel 1882 iniziò a lavorare sul suo primo vero aeroplano. La fase di progettazione e costruzione, che si sarebbe conclusa solo otto anni dopo, diede vita a un monoplano con un'apertura alare di quasi 14 metri e una lunghezza di circa 5, propulso da un motore a vapore (concepito e costruito da Ader stesso) che metteva in moto un'elica con quattro pale simili alle penne di un uccello.
La grande ala aveva l'aspetto delle appendici alari dei pipistrelli; era priva di alettoni, ma era comunque dotata di un rudimentale sistema controllo del volo: esso era composto da sei leve e due pedali che consentivano al pilota di flettere in alto o in basso le estremità delle ali, di modificare la loro superficie e di variare la loro curvatura, spostando così il centro di pressione; in altre parole, l'aeroplano era dotato di un complesso sistema per la variazione della geometria dell'ala assimilabile a un primitivo svergolamento alare. L'aereo, non avendo in effetti una coda, era privo di deriva, di timone, di stabilizzatore e di equilibratore.
La caratteristica dell'aereo considerata più notevole era il suo motore, il quale sviluppava 20 cavalli vapore con un peso di appena 51 chilogrammi.
Il pomeriggio del 9 ottobre 1890, in un prato ad Armainvilliers che apparteneva ad un suo amico, Ader si mise ai comandi dell'Éole e riuscì a farlo sollevare da terra di circa 20 o 25 centimetri per una distanza di una cinquantina di metri.
Questo volo, che pure fu molto breve e sostanzialmente incontrollato, costituì una prova importante della fattibilità del volo a motore da parte di macchine più pesanti dell'aria; inoltre costituì a tutti gli effetti la prima occasione in cui un velivolo di questo tipo (un vero e proprio aeroplano) si sollevò da un terreno pianeggiante grazie alla sola potenza del suo motore. Tuttavia l'aereo aveva il grave difetto di un sistema di controllo e di guida sostanzialmente inefficace, il quale gli avrebbe comunque impedito di conseguire successi maggiori; a questo si aggiungeva il fatto che il motore a vapore non aveva futuro nell'impiego per l'aviazione, dove sarebbe stato superato dal motore a scoppio. Per questi motivi l'influenza che il velivolo di Ader ebbe effettivamente sulla storia dell'aviazione è considerata abbastanza limitata. Ader stesso diede poca importanza al volo del 1890, riferendosi ad esso nel suo libro del 1906 La Première Etape de I 'Aviation Militaire come a «quel fatterello» («ce petit événement»).
Nel 1906 Ader affermò di essere riuscito a compiere con l'Éole un secondo volo, nel settembre 1891, il quale avrebbe coperto una distanza di 100 metri. (o, forse, addirittura 800). Comunque non esistono prove contemporanee del fatto che questo volo abbia effettivamente avuto luogo, né esso compare citato nel rapporto sull'Éole che Ader stese nel 1893.
Avendo ricevuto all'inizio degli anni 1890 una commissione dell'esercito francese per un nuovo aereo, nel giugno 1893 Ader cominciò a costruire la struttura e il motore di una seconda macchina volante a vapore, chiamata Avion II. Tuttavia, dopo aver calcolato l'effetto di coppia dovuto all'elica quadripala di 3 metri di diametro che sarebbe stata necessaria per assorbire la potenza di un motore migliorato, Ader abbandonò il progetto; si dedicò allora allo sviluppo dell'Avion III, sul quale sarebbero stati installati due motori azionanti due eliche separate e controrotanti capaci di assorbire completamente l'effetto di coppia.

## Bibliografia

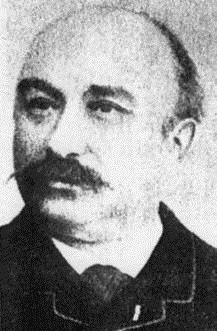
Clément Ader nel 1891.